# Johannes Jacobi Bureus
Johannes Jacobi Bureus, död 1672 i Stockholm, var en svensk matematiker och astronom, universitetsrektor och assessor. Han sammanblandas ibland med sin mera berömde kusin, språkforskaren och fornforskaren Johannes Bureus.
Johannes Jacobi Bureus var son till biskopen Jacobus Johannis Zebrozynthius och Katarina Nilsdotter Stiernman, dotter till ärkebiskopen Nicolaus Olai Bothniensis och Elisabet Andersdotter Grubb från Bureätten. Han var äldst i brödraskaran, av vilka en yngre bror Nils Burensköld adlades och Lars Bureus blev riksantikvarie. Alla bröderna skulle bli professorer vid Uppsala universitet.
Johannes Jacobi Bureus inskrevs vid universitetet 1629, och utnämndes 1650 till professor i högre matematik, det vill säga professor euclideus där han efterträdde Martinus Gestrinius. Universitetets föreläsningskatalog 1651 berättar att han föreläste i trigonometri och logaritmer, vilket är första gången logaritmer nämns i Uppsala. 1657 utsågs han i stället till professor i astronomi där han efterträdde Martinus Olai Nycopensis. Under vårterminen 1658 var han rektor för Uppsala universitet. Han blev 1663 inspektor för Uplands nation. 1664 bytte han tjänsten till assessor i Svea hovrätt och efterträddes som professor av Jonas Fornelius. Tjänsten som assessor innehades också av brodern Nils och svågern Samuel Schillerfelt.